# Рёхлинг, Карл
Карл Рёхлинг (нем. Carl Röchling ; 21 мая 1855, Саарбрюккен, Рейнская провинция Пруссия — 6 мая 1920, Берлин) — немецкий живописец-баталист, иллюстратор.

## Биография
Сын судебного чиновника. С 1875-го по 1880-й учился в Академии художеств Карлсруэ у Людвига де Кудре и Эрнста Хильдебранда, затем продолжил — в Прусской академии искусств Берлина.
Во время учёбы в Берлине, Ройхлинг был учеником Антона фон Вернера, с которым участвовал в создании нескольких известных исторических панорам.
Впоследствии получил известность собственными полотнами в жанре батальной живописи и на исторические темы конца XVIII — начала XIX века, в том числе, наполеоновских войн.
Среди наиболее известных работ К. Рёхлинга картины, изображающие различные батальные сцены побед прусской армии, особенно во время франко-прусской войны 1870—1871 годов.
Одной из его известных работ является панорама битвы при Чаттануге (в соавт.).
Также работал в сотрудничестве с Рихардом Кнётелем и Вольдемаром Фридрихом при иллюстрировании популярных книг для детей (1895—1896).

## Галерея

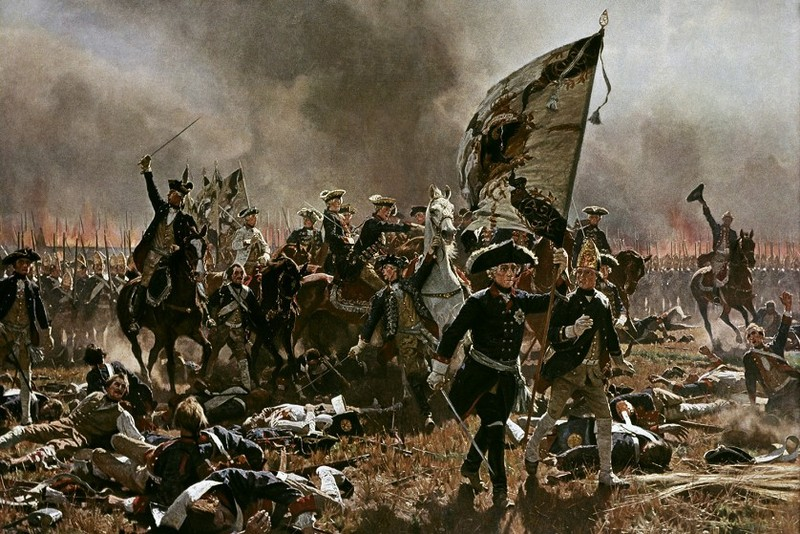
Король Пруссии Фридрих II в бою при Цорндорфе
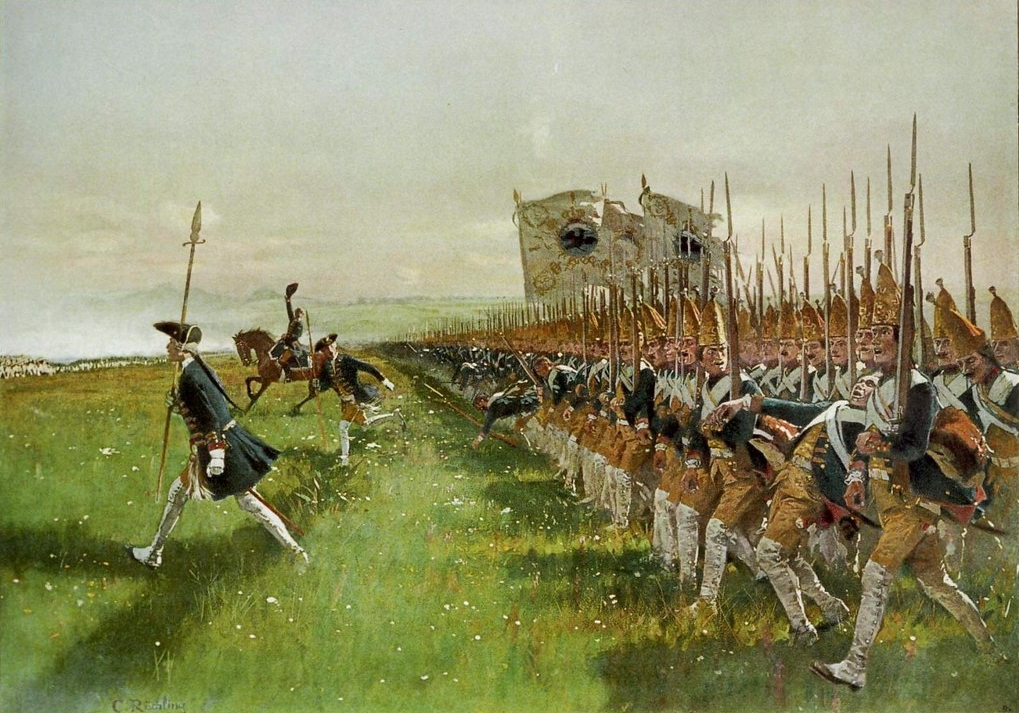
Битва при Гогенфридберге, «Атака прусской пехоты в 1745 г.»
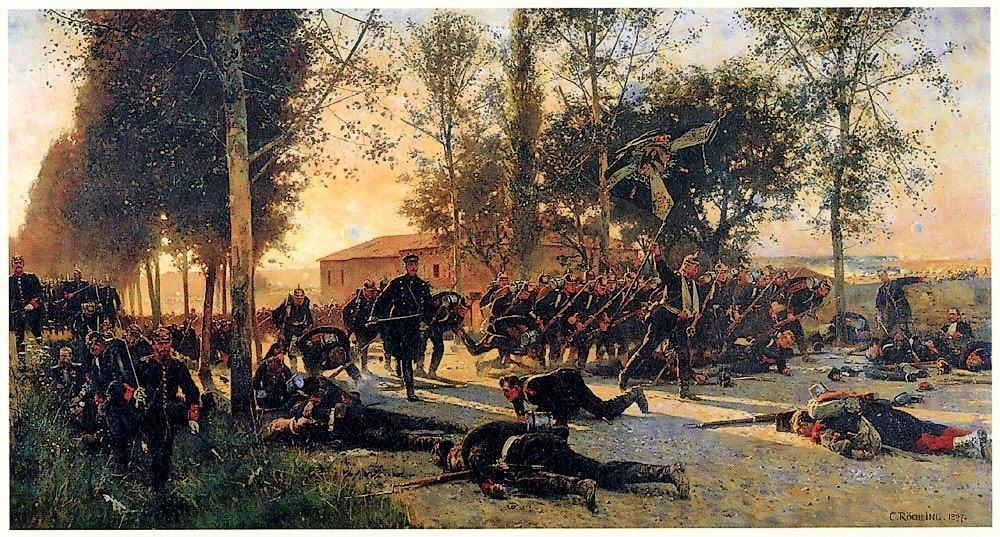
Битва при Сен-Прива — Гравелот
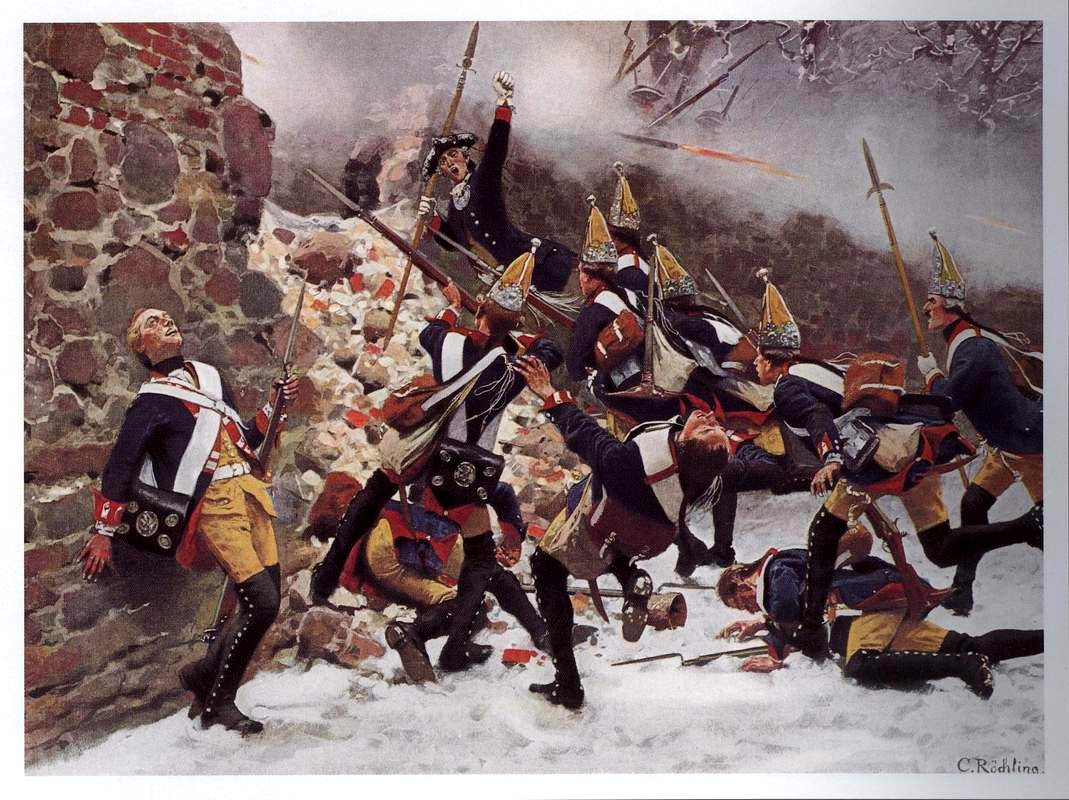
Сражение при Лейтене: 3 Батальон 15-го гвардейского полка штурмует церковный портал
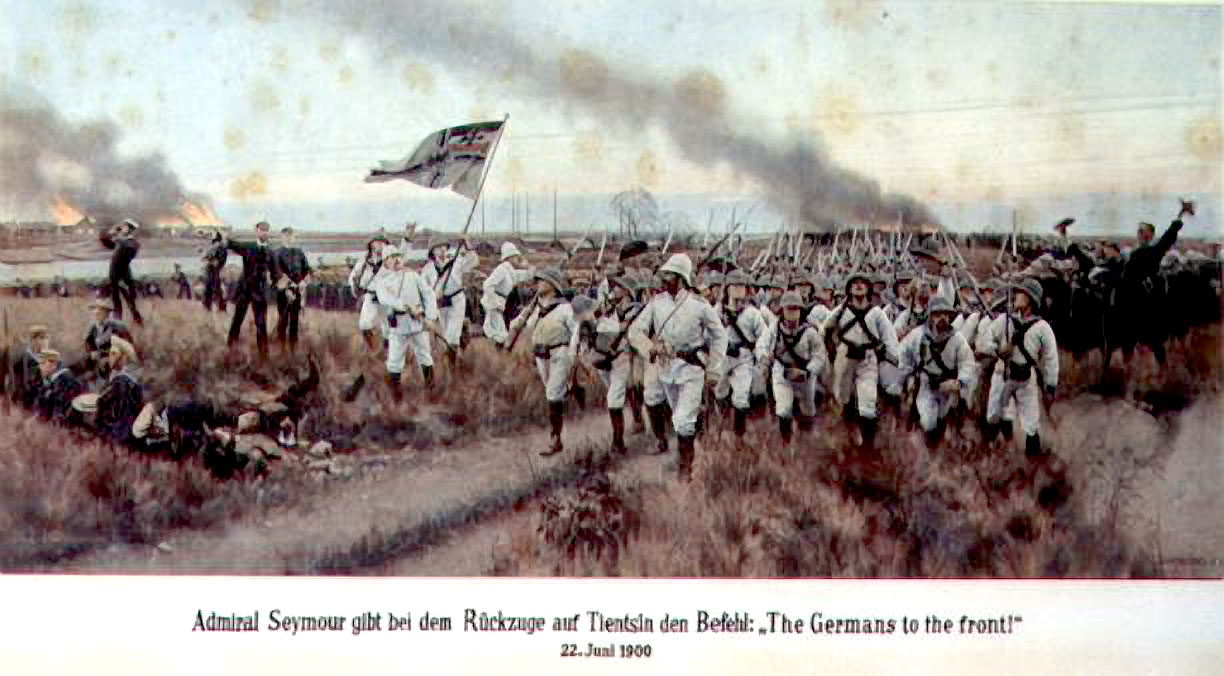
Немцы на фронт! (Немецкие экспедиционные силы во время восстания ихэтуаней 1900 г.)
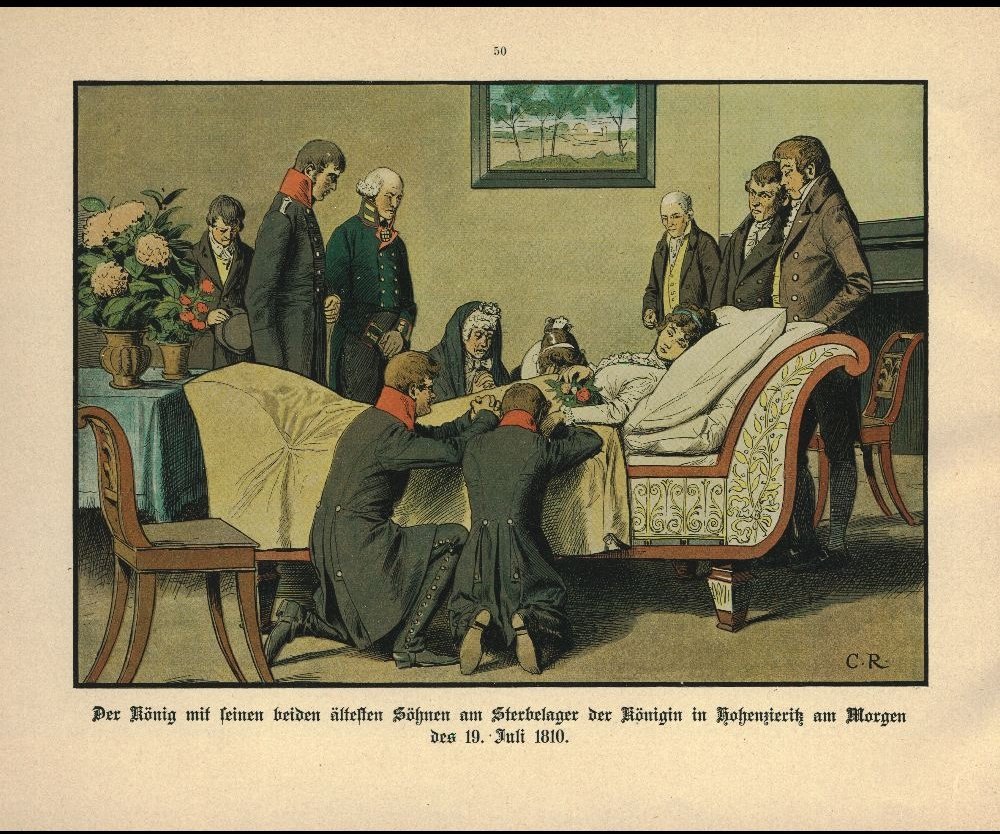
Смерть Луизы, королевы Пруссии в 1810 г.
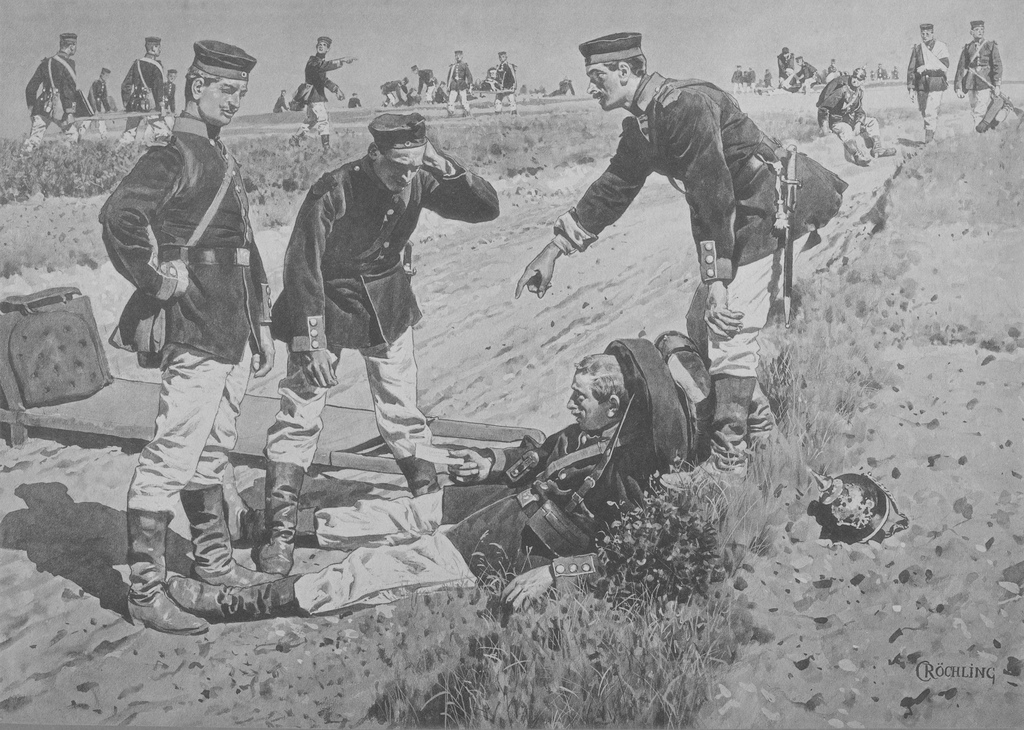
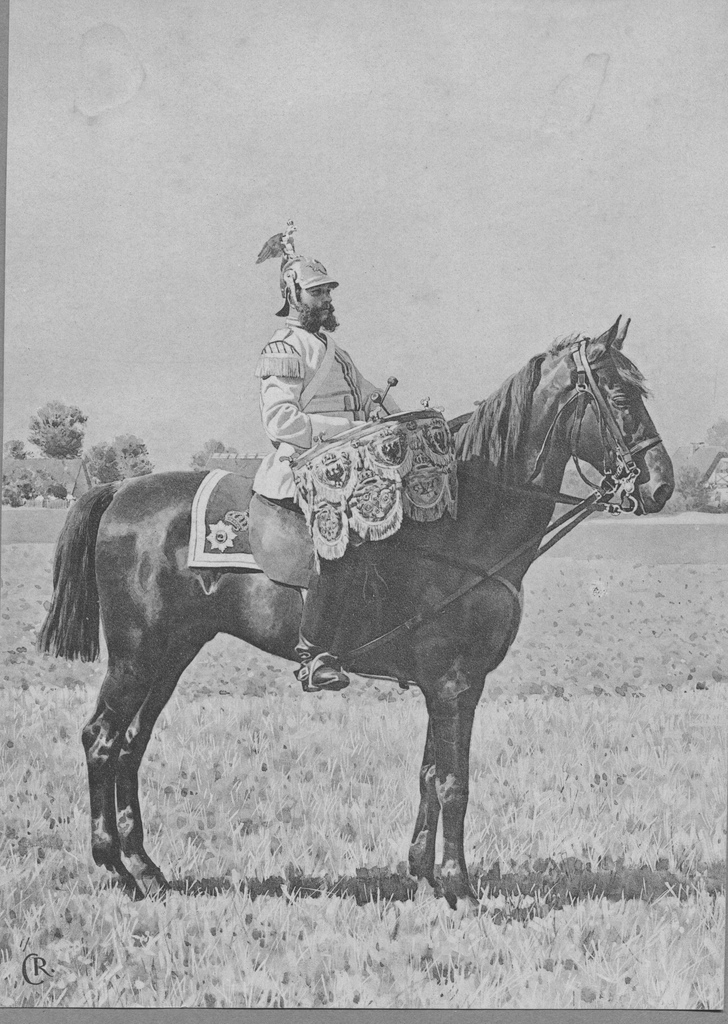